# Fernand Jacquemotte
Fernand Albert Jacquemotte (Sint-Gillis, 15 mei 1902 - Moskou, 25 juni 1960) was een Belgisch politicus voor de PCB.

## Levensloop
Fernand Jacquemotte werd in een militante familie geboren. Zijn ouders waren Charles en Emma Jacquemotte en zijn oom was Joseph Jacquemotte, stichter en directeur van Le Drapeau Rouge. Zijn ouders vestigden zich in 1910 in Drancy, een buitenstad in Parijs. Na zijn lagere school werd hij leerling-kleermaker en vervolgens bediende bij het Franse verbond van coöperatieven. Net zoals de meeste van zijn familieleden militeerde Fernand Jacquemotte voor het communisme. Hij 
Kort na de Eerste Wereldoorlog was hij een tijdje, onder het pseudoniem Fernand Jack, zanger in La Vache enragée, een cabaret in Montmartre, en La Muse Rouge, een communistisch zanggezelschap dat revolutionaire liederen en gedichten bracht en Frankrijk rondreisde. De groep had een eigen magazine, Revue de propagande révolutionnaire par les arts, waarvan hij tot 1928 redactiesecretaris was. In 1925 sloot hij zich aan bij de Franse communistische partij PCF.
Door gezondheidsproblemen keerde Fernand Jacquemotte in 1928 terug naar België. Hij sloot zich aan bij de Belgische communistische partij en werd redacteur van partijkrant Le Drapeau Rouge. In 1929 was hij kandidaat-provincieraadslid voor de communisten, maar werd niet verkozen. Hij trouwde dat jaar met Fanny Beznos, geboren in een Joodse familie in Chisinau, Bessarabië, thans Moldavië. Zij was eveneens een communistische militante. In 1932 namen ze samen deel in Amsterdam aan het Wereldcongres tegen het imperialisme en voor de verdediging van de Sovjet-Unie, georganiseerd door de beweging Amsterdam-Pleyel.
Op verzoek van zijn partij stichtte Jacquemotte de Vrienden van de Sovjet-Unie in België, waarvan hij als secretaris en vanaf 1947 als voorzitter een van de voornaamste leiders was. In 1932 werd hij door het Mondiaal Comité van Vrienden van de Sovjet-Unie voorgedragen als instructeur voor de Latijnse landen, een functie waarin hij vaak naar het buitenland reisde. Ook werd hij actief bij de Internationale Rode Hulp en de Internationale Arbeiders Hulp. Zijn vrouw werd secretaris van de Vrouwenunie tegen de imperialistische oorlog.
Na het sluiten van het Molotov-Ribbentroppact tussen Nazi-Duitsland en de Sovjet-Unie, de start van de Tweede Wereldoorlog en de Duitse inval in België in mei 1940 werd hij als potentieel staatsgevaarlijke persoon door de Belgische staat gearresteerd en gedeporteerd naar een interneringskamp in het Franse Vernet. Hij wist te ontsnappen, keerde terug naar België en trad er toe tot het Belgisch leger der partizanen. Toen de oorlog tussen Duitsland en de Sovjet-Unie losbrak, werd hij op 22 juni 1941 opgepakt en opgesloten in het Fort van Hoei, samen met Julien Lahaut. Ze werden allebei gedeporteerd naar het concentratiekamp Neuengamme en in juli 1944 naar Mauthausen. Ze kwamen daar aan na een lange voettocht van Hamburg, over Hannover, Halle, Thüringen tot in Praag. Na daar te zijn opgesloten, werden ze naar de gevangenis van Linz gevoerd en van daar naar Mauthausen. Beide mannen ontsnapten aan de dood. Terug in België vernam Jacquemotte dat zijn vrouw als Joodse was omgekomen in Auschwitz-Birkenau, na eerst in Ravensbrück te zijn opgesloten.
Lid geworden van het Centraal Comité van de PCB, hetgeen hij bleef tot aan zijn overlijden in 1960, werd hij in februari 1946 verkozen tot volksvertegenwoordiger voor het arrondissement Thuin. Hij werd herkozen in 1949, maar niet meer bij de vervroegde verkiezingen van 1950. In de Kamer was hij lid van de commissies Buitenlandse Zaken, Justitie en Financiën en van 1946 tot 1949 was hij quaestor van de assemblee. Na zijn vertrek uit het parlement werd Jacquemotte voltijds actief bij de Vrienden van de Sovjet-Unie in België.
In de jaren 1950 begon de gezondheid van Fernand Jacquemotte achteruit te gaan. Nadat hij in april 1960 een hartinfarct had gekregen, trok hij twee maanden later naar Moskou om er een medische behandeling te volgen; hij overleed er echter vrijwel meteen, op 25 juni 1960.